# Thalamita seurati
Thalamita seurati is een krabbensoort uit de familie van de Portunidae. De wetenschappelijke naam van de soort is voor het eerst geldig gepubliceerd in 1906 door Giuseppe Nobili. De soort werd ontdekt in de atol Marutea  in  de Tuamotuarchipel door Léon Gaston Seurat, naar wie ze is genoemd.